# Platygaster ungeri
Platygaster ungeri är en stekelart som beskrevs av Peter Neerup Buhl 1999. Platygaster ungeri ingår i släktet Platygaster och familjen gallmyggesteklar. Inga underarter finns listade i Catalogue of Life.